# Wapen van Dussen

Wapen van Dussen

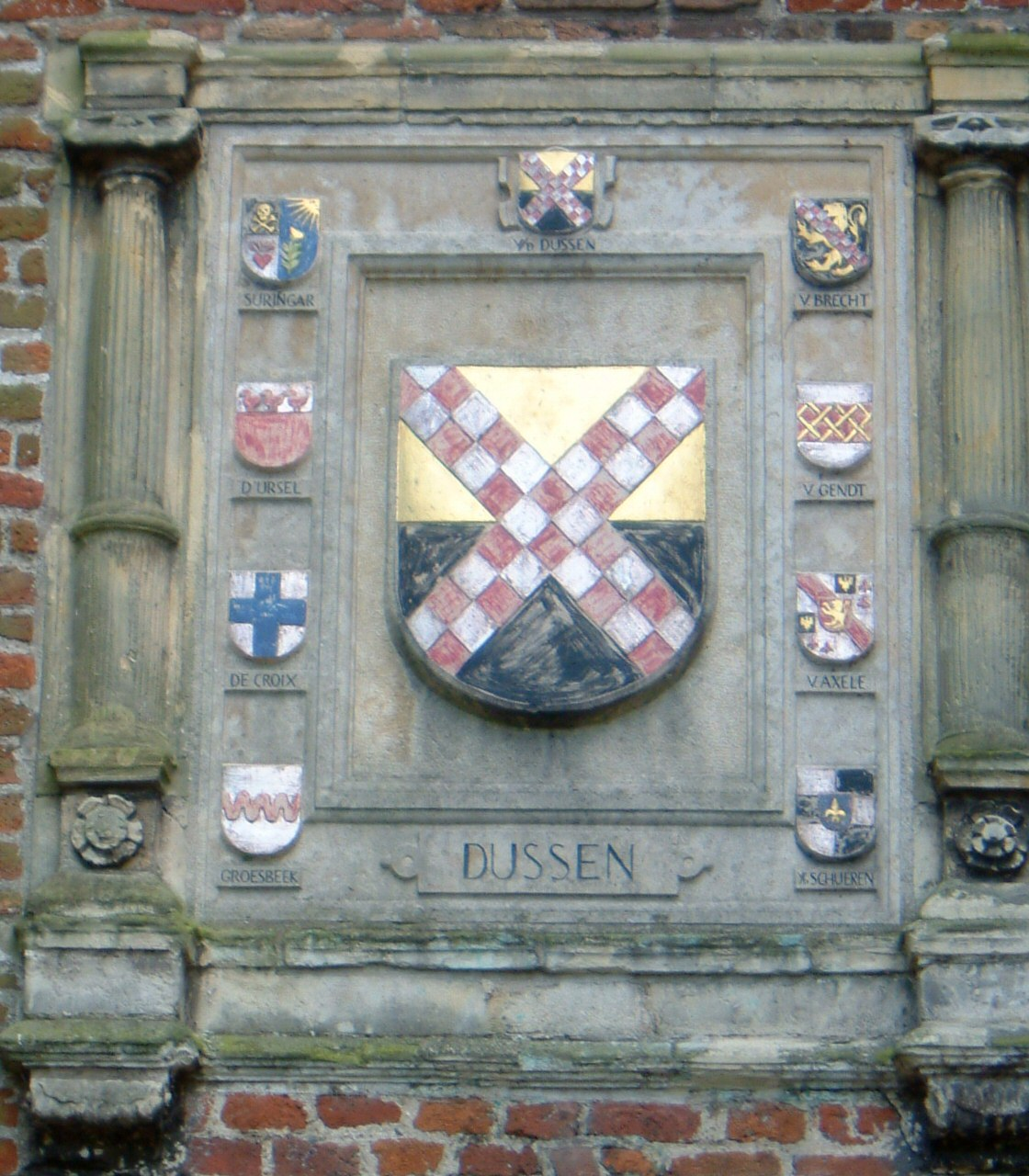
Het wapen op het Kasteel Dussen

Het wapen van Dussen werd op 16 juli 1817 bij besluit van de Hoge Raad van Adel aan de toenmalige Noord-Brabantse gemeente Dussen, toen nog Dussen, Munster en Muilkerk genaamd, bevestigd. De gemeente wijzigde haar naam in Dussen op 1 augustus 1908, maar behield haar wapen. Op 1 januari 1997 ging de gemeente op in Werkendam, waarmee het wapen kwam te vervallen.

## Blazoenering
De blazoenering bij het wapen luidt als volgt:
Coupé van goud en sabel, beladen met een geëchequeteerd St. Andrieskruis van keel en zilver, brocherende over het geheel.
De heraldische kleuren zijn goud (geel), sabel (zwart), keel (rood) en zilver (wit). De beschrijving is later toegevoegd, oorspronkelijk stond in het register uitsluitend een tekening.

## Geschiedenis
Het wapen is dat van Van der Dussen, die de voormalige heerlijkheid tot 1585 in bezit hadden. Het wapen bleef ook daarna in gebruik als heerlijkheidswapen. Het gaat terug tot de veertiende eeuw. Wanneer men het wapenbord op het kasteel Dussen goed bekijkt, is te zien dat het patroon van witte en rode velden in het familiewapen (midden boven) precies tegengesteld is aan dat van het heerlijkheidswapen in het midden.